# Hôpital juif de Varsovie

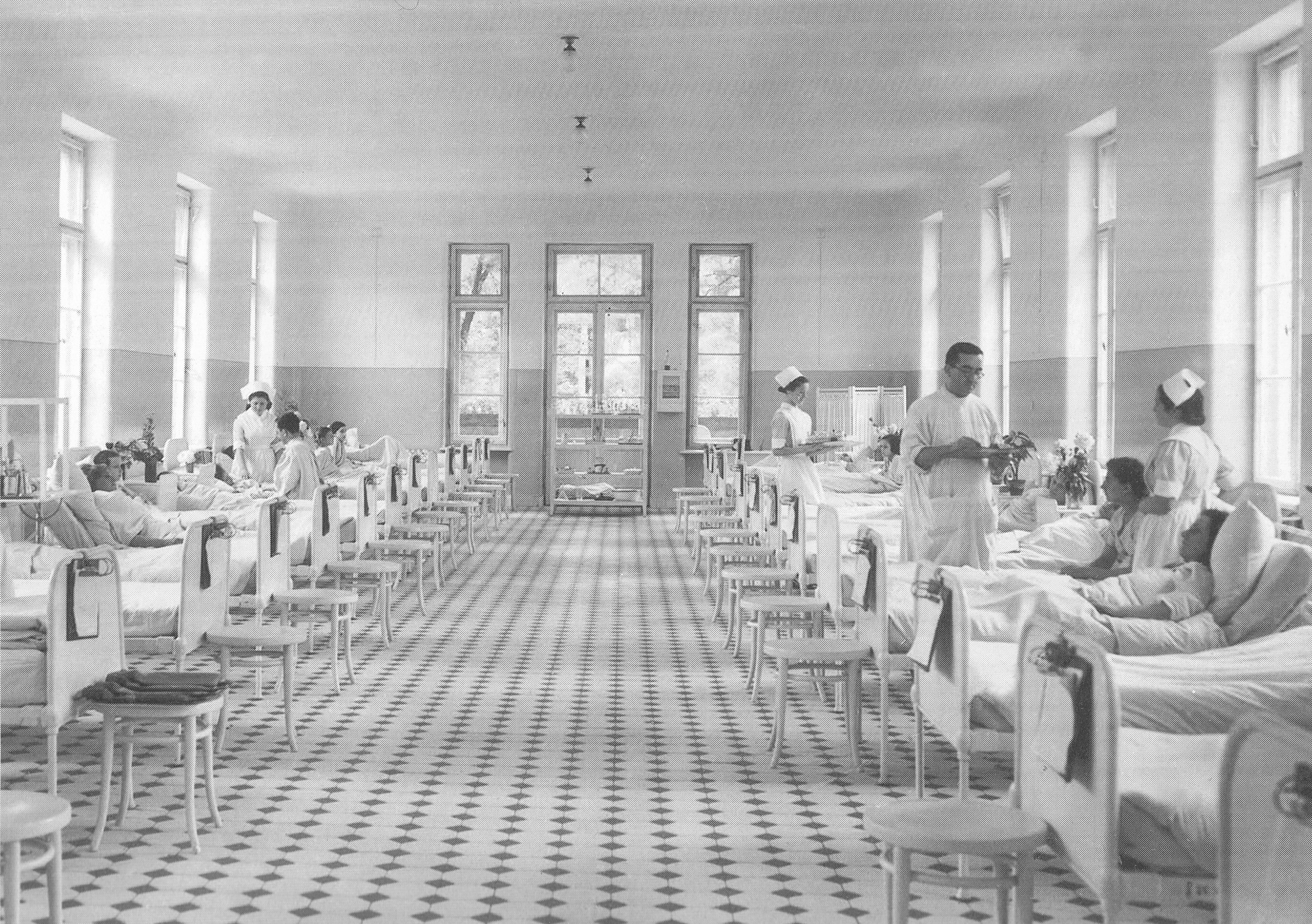
Hôpital juif de Varsovie

L’Hôpital juif de Varsovie (l’Hôpital juif de Czyste) est un établissement médical juif fonctionnant à Varsovie dans les années 1902-1943. Pendant plusieurs années il a été considéré comme l’un des meilleurs et des plus modernes hôpitaux en Pologne. 
Le complexe hospitalier se composait de 8 pavillons avec de plusieurs unités: de chirurgie, d’ophtalmologie, de gynécologie, de dermatologie, de maladies sexuellement transmissibles, de pneumologie, d’oto-rhino-laryngologie, de maladies contagieuses, de médecine interne, de neurologie, de psychiatrie et d’obstétrique avec le laboratoire. 
D’autres locaux appartenant à l’hôpital sont : le bâtiment administratif, la synagogue, le funérarium, les cuisines, les glacières, la chaudière, les remises, les écuries, la chambre de désinfection, l’entrepôt alimentaire, la maison pour les domestiques, l’asile des convalescents et les autres, plus petits bâtiments. Au total, il y avait 17 bâtiments différents. 

## Historique

### Construction et ouverture
L’idée de la construction du nouvel hôpital juif est née dans les années 1880, parmi les médecins de l’Ancien Hôpital juif de Varsovie, dirigé par docteur Józef Kinderfreund. 
Le 25 juin 1883, dans le journal « Kurier Warszawski », le docteur Zygmunt Kramsztyk a publié un article intitulé « Un nouvel hôpital (pol. Nowy szpital) », dans lequel il a présenté les principes de la création de l’hôpital et ses postulats. L’idée a gagné le soutien des médecins de Varsovie, de l’opinion publique et de la communauté juive de Varsovie avec son président, Ludwik Natanson. 
En avril 1887, on a convoqué le Comité de construction de l’hôpital, avec Ludwik Natanson (et après sa mort Michał Berson) à la tête. On l’a divisé en sections: générale, médicale, financière, technique et juridique. En juillet 1887, il a eu lieu la réunion constitutive du Comité et on a commencé à collecter des fonds pour la construction de l’hôpital. Parmi les donateurs, ils ont figuré les citoyens connus, les intellectuels juifs et les habitants ordinaires. 
Le 26 juin 1890, pendant la réunion du comité, on a décidé que l’hôpital sera créé sur les terrains de Wielka Wola et Czyste, rachetés de ses propriétaires: monsieurs Biernacki, Rodkiewicz et Pieńkowski. Tout le terrain avait une superficie de 6,7 ha. En avril 1893, le plan a été approuvé par le Conseil municipal de la charité publique de Varsovie (pol. Rada Miejska Dobroczynności Publicznej). 
En mai 1894, on a officiellement commencé la construction de l’hôpital. On a posé la pierre angulaire dans les fondations de la future synagogue de l’hôpital et on y a mis une boîte avec quelques périodiques de Varsovie et avec une courte histoire de la construction de l’hôpital écrite en polonais et en hébreu sur le parchemin. L’auteur du projet de l’hôpital, c’est Artur Goebel, en coopération avec Czesław Domaniewski. Il s’est inspiré des établissements de santé les plus modernes de l’Europe de l’ouest. 
En janvier 1898, on a ouvert le premier service de l’hôpital: un asile d’aliénés, équipé de la literie, du linge de lit et des vêtements donnés par le comité des dames (pol. Komitet Dam), qui a approvisionné aussi les autres services de l’hôpital. Afin d’accélérer le processus de la mobilisation des fonds pour la finition et l’équipement d’autres bâtiments, en décembre 1898, le conseil de la communauté juive a fait un prêt d’obligations d’un montant de 400 000 roubles. 
En avril 1902, les premiers patients ont été admis dans l’hôpital. L’ouverture officielle a eu lieu le 22 juin et elle a été commencée par un office dans la synagogue de l’hôpital. Michał Berson, président du comité de construction, et le docteur Zygmunt Kramsztyk, médecin-chef de l’hôpital ont y fait des discours. Le coût de la construction de l’hôpital s’est élevé à 1 200 000 roubles. 
À l’époque, l’hôpital était un établissement de santé le plus moderne de Varsovie. Pour la première fois en Pologne on a utilisé le chauffage central à basse pression de vapeur et en plus: les lampes à gaz et l’éclairage électrique, le générateur, le système de ventilation, l’égout, l’aqueduc et le puits en cas d’une panne. 
Le 1er novembre 1907, à la suite d'une nouvelle loi, l’hôpital est passé sous l’administration de la municipalité de la ville de Varsovie. Dans les années 1909-1911, on a construit un nouveau pavillon de deux étages pour les services de médecine interne et de neurologie, et on a ouvert le cabinet de physiothérapie. 

### L’entre-deux-guerres

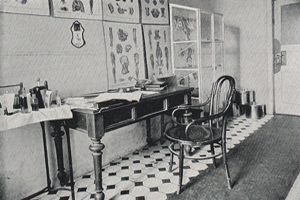
Le cabinet médical dans l’hôpital de Czyste, en environ 1900

Pendant l’entre-deux-guerres, on a transféré les patients du pavillon psychiatrique à Choroszcza, près de Białystok et on a rajouté une nouvelle aile au pavillon afin d’y ouvrir le service pour les malades atteints de tuberculose. De plus, on a fondé une école d’infirmières. Au début de l’année 1922, il a paru le premier numéro du magazine « Kwartalnik Kliniczny Szpitala Starozakonnych », où on a publié les matériaux des réunions scientifiques. Dans la seconde moitié des années 1930, l’hôpital juif est devenu le centre hospitalier le plus grand de  la capitale. En 1937, il comptait 1100 lits. Avant la Seconde Guerre mondiale, il y avait 1500 lits, et l’hôpital employait 147 médecins, 119 infirmières et 6 pharmaciens. 

### Institut scientifique de pathologie dr Flatau
La construction de l’institut a commencé en 1923, selon les plans du constructeur Stifelman de créer une institution permettant d’accéder aux techniques les plus modernes de diagnostic et de traitement, suivant le développement de la médecine de l’époque. Au début, on a obtenu 6 mille dollars de JDC et 28 mille dollars dans une collecte de fonds auprès de Juifs de Varsovie. Cette somme a permis de construire une charpente de bâtiment en 1926. Plus tard, il s’y trouvait le service d’anatomie pathologique, de biologie et de thérapie, de chimie et de bactériologie, la salle de conférences pour 100 personnes et la salle de lecture. Edward Flatau était l’un des cofondateurs de l’Institut scientifique de pathologie. On a ouvert l’institut en 1933, un an après sa mort, et l’a donné un nom du dr Flatau. En août 1933, « Notre Revue Illustrée » (pol. Nasz Przegląd Ilustrowany) a publié sur la une la photo avec un titre « Avant l’ouverture de la plus importante institution scientifique juive à Varsovie » . Néanmoins, l’établissement a eu des problèmes financiers pendant une longue période. 

### Seconde Guerre mondiale
Juste après le début de la guerre, la majorité du personnel médical a été mobilisée, ce qui a causé les manques des travailleurs. À la suite des attaques aériennes, le pavillon chirurgique et toutes les salles d’opération ont été détruits. Les autres services de l’hôpital et la cuisine ont été aussi endommagés. En raison de son emplacement, une institution est devenue l’hôpital de front. Au moment de la capitulation de Varsovie, il y avait les 5000 soldats et civils blessés. 
Comme les autorités d’occupation ont ordonné, l’hôpital, a été transféré de gestion de la municipalité de la ville sous gestion du conseil de la communauté juive, et par conséquent, destiné uniquement aux Juifs. Ainsi, tous les patients et les membres du personnel non-juifs ont dû quitter l’hôpital, tandis que des centaines des Juifs malades et blessés sont arrivés d’autres hôpitaux à leur place, ce qui a résulté d’un immense surpeuplement. On a installé les malades dans les couloirs, dans les greniers ou sur le sol. 
À la fin d’automne 1939, à cause de la détérioration des conditions sanitaires, une épidémie de typhus a éclaté et tout l’hôpital a été mis en quarantaine pour six semaines. En février 1941, conformément aux ordres des autorités allemandes, l’hôpital a été transféré vers les sièges nouveaux dans le ghetto de Varsovie et il a fonctionné là jusqu’en 1943. 
La période de semptembre 1939 jusqu’à février 1941, c’était le temps le plus tragique dans l’histoire de l’hôpital. Il faisait froid dans les services, il manquait de nourriture, de médicaments et de personnel. De temps à autre, il n’avait pas d’électricité, d’eau ni de gaz. L’hôpital a été toujours surpeuplé. 
Durant le fonctionnement du ghetto, le groupe de médecins juifs a fait les recherches sur la famine, dont la partie de résultats a été publiée en 1946 dans le livre Maladie de Famine: Recherches Cliniques sur la Famine Exécutée dans le Ghetto de Varsovie en 1942. 
On a transféré les hôpitaux du Saint-Esprit et de Skarbowcy dans les pavillons abandonnés de l’hôpital juif. En juin 1941, quand la guerre germano-soviétique a éclaté, tous les deux hôpitaux ont été évacués pour y créer l’hôpital militaire allemand. 

### Période d’après-guerre
Après la fin de la guerre, les pavillons abandonnés abritaient à nouveau l’Hôpital de Saint-Esprit, rebaptisé plus tard l’Hôpital métropolitaine n°1. Dans les années 1950, on a transféré là l’Hôpital de Wola, où il se trouve jusqu’à présent.   

### Médecins liés à l’hôpital de Czyste
- Adam Wizel, assistant au Service de neurologie (à partir de 1890)
- Samuel Goldflam, médecin volontaire au Service de neurologie (1922–1932)
- Edward Flatau, chef  du Service de neurologie (à partir de 1904)
- Zygmunt Kramsztyk, médecin-chef de 1898 à1904, chef du Service d’ophtalmologie  à partir de 1879
- Teofil Simchowicz, médecin volontaire (de 1904 à 1911) et assistant (à partir de 1911) au Service de neurologie
- Julian Rotstadt, chef  du Service de physiothérapie et de mécanothérapie, directeur de l’hôpital en 1939
- Maurycy Bornsztajn, chef  du Service de psychiatrie (à partir de 1908)
- Orko Sołowiejczyk, assistant au Service de chirurgie (à partir de 1898)
- Juliusz Mutermilch, chef  du Service d’ophtalmologie
- Gerszon Lewin, chef  du Service de médecine interne (à partir d’environ 1918)
- Wilhelm Rubin, médecin assistant
- Stanisław Klajn, chef  du Service de médecine interne
- Leon Lipszowicz, médecin volontaire au Service de neurologie
- Ignacy Sznajderman, médecin assistant au Service de neurologie
- Ludwik Eliasz Bregman, chef  du Service de neurologie
- Bronisław Berek Karbowski, chef  du Service d’oto-rhino-laryngologie (1933-1939)
- Władysław Sterling, chef  du Service de neurologie après 1932
- Adam Zamenhof, chef  du Service d’ophtalmologie, directeur de l’hôpital (à partir de  1939)
- Natan Mesz, chef  du Service de radiologie (à partir de  1918)
- Józef Stefan Szper, chef  du Service de chirurgie (à partir de  1934)
- Wiktor Arkin, médecin au Service d’ophtalmologie  de  1923 à 1940
- Stanisław Leopold Lubliner, laryngologue et pneumologue jusqu’à 1937[5]
- Kamilla Horwitz[6]